# Vivian Perkovic

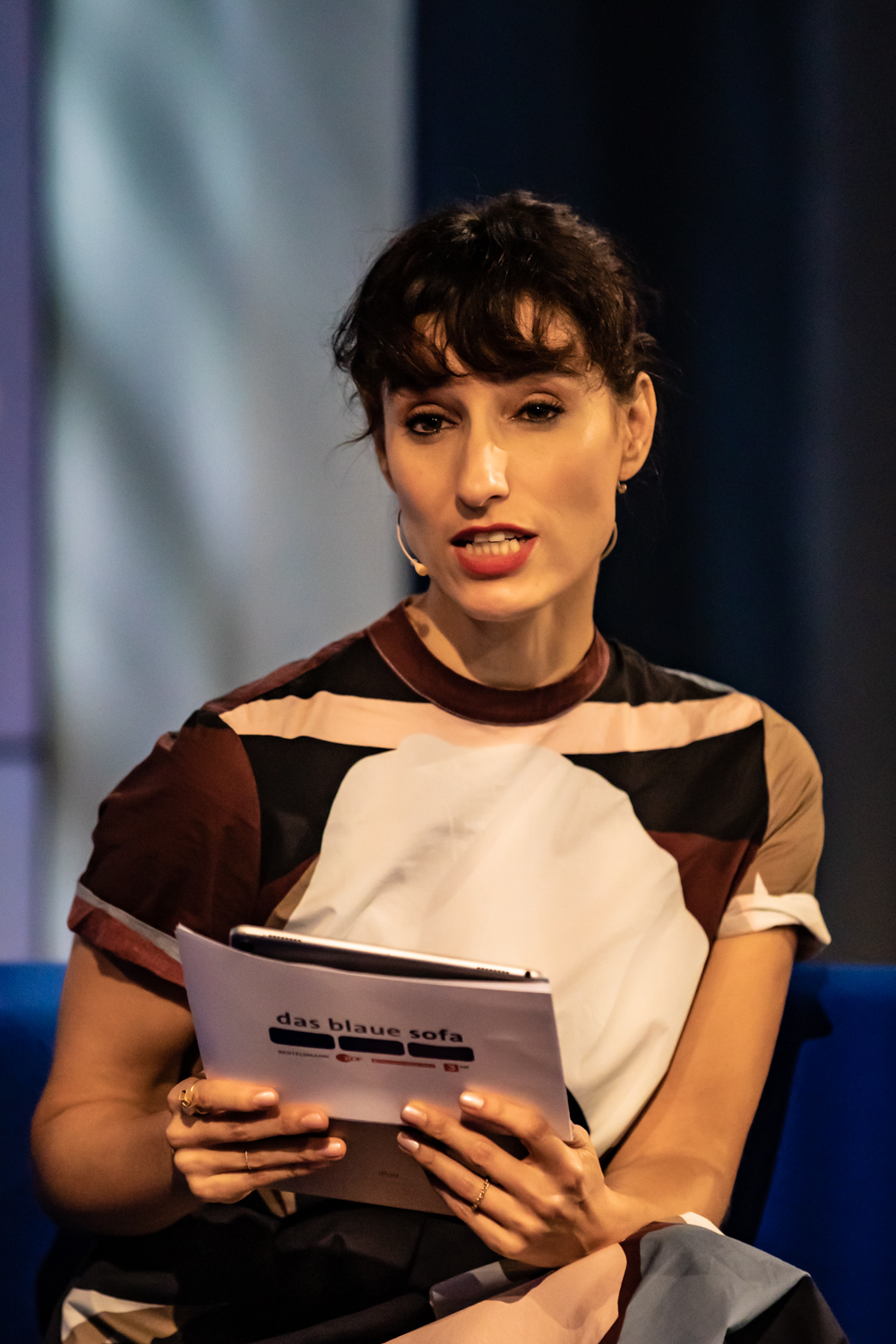
Vivian Perkovic (2019)

Vivian Perkovic (Winterberg, Alemania, 1978)  es una periodista y presentadora de televisión alemana . 

## Carrera
Perkovic es hija de una madre eslovena y de un padre serbio. Estudió alemán (enfoque en teatro y medios) y estudios eslavos del sur en la Universidad de Hamburgo . Luego se ofreció como voluntaria en SWR y se trabajó en la televisión bávara para on3-südwild, PULS .  
Desde 2008 ha sido crítica musical para el cuarteto musical en la prueba de sonido en RBB radioeins y desde 2014 moderadora de la revista de música Tonart de Deutschlandradio Kultur . 
Desde enero de 2017 ha moderado el programa Kulturzeit de 3sat .  